# Velika nagrada Lausanna 1947
Velika nagrada Lausanna 1947 je bila triindvajseta dirka za Veliko nagrado v sezoni Velikih nagrad 1947. Odvijala se je 5. oktobra 1947 v švicarskem mestu Lausanne.

## Rezultati

### Dirka
| Poz | Št | Dirkač                  | Moštvo                | Dirkalnik         | Krogi | Čas/Odstop |
| --- | -- | ----------------------- | --------------------- | ----------------- | ----- | ---------- |
| 1   | 4  | Luigi Villoresi         | Scuderia Ambrosiana   | Maserati 4CL      | 90    | 2:49:30.4  |
| 2   | 14 | Jean-Pierre Wimille     | Equipe Gordini        | Simca-Gordini T15 | 90    | + 1:03.7   |
| 3   | 28 | Emmanuel de Graffenried | Privatnik             | Maserati 4CL      | 86    | +4 krogi   |
| 4   | 10 | Louis Chiron            | Ecurie France         | Talbot-Lago T26   | 86    | +4 krogi   |
| 5   | 12 | Yves Giraud-Cabantous   | Ecurie France         | Talbot-Lago T150C | 86    | +4 krogi   |
| 6   | 20 | Peter Whitehead         | Privatnik             | ERA B             | 83    | +7 krogov  |
| 7   | 22 | John Heath              | Privatnik             | ERA A             | 72    | +18 krogov |
| Ods | 2  | Raymond Sommer          | Privatnik             | Maserati 4CL      | 80    | Menjalnik  |
| Ods | 26 | Piero Taruffi           | Privatnik             | Maserati 4CL      | 68    |            |
| Ods | 32 | Max Christen            | Privatnik             | Maserati 4CL      | 56    |            |
| Ods | 36 | Reg Parnell             | Privatnik             | Maserati 4CLT     | 42    | Zavore     |
| Ods | 24 | David Hampshire         | ERA Ltd.              | ERA E             | 38    | Sklopka    |
| Ods | 6  | Alberto Ascari          | Scuderia Ambrosiana   | Maserati 4CL      | 28    | Zavore     |
| Ods | 8  | Princ Bira              | Privatnik             | Maserati 4CL      | 18    | Motor      |
| Ods | 30 | Ernst Hürzeler          | Privatnik             | Maserati 4CL      | 6     | Motor      |
| Ods | 16 | Raph                    | Ecurie Naphtra Course | Maserati 4CL      | 2     | Sklopka    |